# Puccinia californica
Puccinia californica ist eine Ständerpilzart aus der Ordnung der Rostpilze (Pucciniales). Der Pilz ist ein Endoparasit von Korbblütlern der Gattung Cirsium. Symptome des Befalls durch die Art sind Rostflecken und Pusteln auf den Blattoberflächen der Wirtspflanzen. Sie ist im Westen der Vereinigten Staaten verbreitet.

## Merkmale

### Makroskopische Merkmale
Puccinia californica ist mit bloßem Auge nur anhand der auf der Oberfläche des Wirtes hervortretenden Sporenlager zu erkennen. Sie wachsen in Nestern, die als gelbliche bis braune Flecken und Pusteln auf den Blattoberflächen erscheinen.

### Mikroskopische Merkmale
Das Myzel von Puccinia californica wächst wie bei allen Puccinia-Arten interzellulär und bildet Saugfäden, die in das Speichergewebe des Wirtes wachsen. Ihre Spermogonien und Aecien sind bislang unbekannt. Die dunkel zimtbraunen Uredien des Pilzes wachsen beidseitig auf der Oberfläche der Wirtsblätter. Ihre kastanien- bis dunkel zimtbraunen Uredosporen sind 27–32 × 23–27 µm groß, breitellipsoid bis kugelig und stachelwarzig. Die beidseitig wachsenden Telien der Art sind schwarzbraun, pulverig und unbedeckt. Die kastanienbraunen Teliosporen sind zweizellig, in der Regel ellipsoid und meist 37–53 × 25–30 µm groß. Ihre Stiele sind farblos und über 100 µm lang.

## Verbreitung
Das bekannte Verbreitungsgebiet von Puccinia californica reicht von Kalifornien bis Arizona und Utah. Sie ist auch aus Mexiko bekannt.

## Ökologie
Die Wirtspflanzen von Puccinia californica sind verschiedene Cirsium-Arten. Der Pilz ernährt sich von den im Speichergewebe der Pflanzen vorhandenen Nährstoffen, seine Sporenlager brechen später durch die Blattoberfläche und setzen Sporen frei. Die Art durchläuft einen makrozyklischen Entwicklungszyklus mit Spermogonien, Aecien, Telien und Uredien. Als autoöker Parasit macht sie keinen Wirtswechsel durch.